# Samorząd studencki
Samorząd studencki – organizacja działająca w Polsce w oparciu o Ustawę z dnia 20 lipca 2018 r. Prawo o szkolnictwie wyższym i nauce (Dz.U. z 2022 r. poz. 574). Ustawa ta wymienia samorząd studencki jako ciało, w skład którego wchodzą wszyscy studenci danej uczelni.

## Struktura samorządu studenckiego
Zgodnie z zapisami Prawa o szkolnictwie wyższym z 2005 r. samorząd studencki posiadał strukturę analogiczną do struktury uczelni, czyli dzieli się na:
- samorząd uczelniany – w skład którego wchodzą wszyscy studenci uczelni,
- samorząd wydziałowy – w skład którego wchodzą wszyscy studenci danego wydziału uczelni (nie występuje w przypadku uczelni bezwydziałowych).

Ustawa z 2005 r. wspominała również o następujących organach samorządu studenckiego:
- uczelniany/wydziałowy organ samorządu – była to pewna niejasność w ustawie, gdyż nie wiadomo było, o jaki organ chodzi. Przyjmowano, że gdy w ustawie jest mowa o organie, należy przez to rozumieć organ sprawujący władzę wykonawczą we właściwym samorządzie (samorząd uczelniany lub samorząd wydziałowy).
- uczelniany/wydziałowy organ uchwałodawczy samorządu.

Samorządy uczelniane wszystkich uczelni w Polsce zrzeszone są w Parlamencie Studentów RP, który jako jedyna instytucja ma prawo reprezentowania wszystkich studentów polskich.

## Uprawnienia samorządu studenckiego
Wbrew powszechnemu mniemaniu samorząd studencki ma bardzo szerokie uprawnienia. Uprawnienia te dotyczą współudziału w podziale środków pieniężnych, sprawowaniu władzy uchwałodawczej na uczelni oraz decydowaniu o programie studiów.

### Podział środków pieniężnych
Państwo polskie udziela uczelniom dotacji finansowej m.in. na pomoc materialną dla studentów (różnego rodzaju stypendia i zapomogi). Podział tych środków jest dokonywany przez rektora uczelni, ale nie samodzielne, a w porozumieniu z samorządem. W języku prawniczym słowo porozumienie ma ściśle określone znaczenie w którym zawiera się nie tylko konieczność konsultowania konkretnych rozwiązań, ale również wymaga uzyskania zgody. Samorząd studencki może mieć zatem istotny wpływ na sposób rozdzielania stypendiów na uczelni.
Samo przyznawanie stypendiów i zapomóg może być również w pewien sposób kontrolowane przez samorząd. Uprawnienia do przyznawania stypendiów przysługują dziekanom, a rektor rozpatruje odwołania od ich decyzji. Samorząd niemniej ma prawo wnioskowania o przekazanie tych uprawnień komisjom stypendialnym i odwoławczej komisji stypendialnej. Komisje stypendialne i komisja odwoławcza z mocy ustawy składają się w większości ze studentów, których proponowanie jest wyłączną kompetencją samorządu.
Poza podziałem środków na pomoc materialną organy uczelni przeznaczają również część środków na cele studenckie. Z mocy ustawy o rozdziale tych środków również decyduje samorząd studencki.

### Sprawowanie władzy uchwałodawczej
Samorząd studentów współuczestniczy w podejmowaniu uchwał przez organy uczelni. Ustawa nakazuje, żeby przynajmniej 20% składu senatu każdej uczelni stanowili studenci i doktoranci. Przy tym z przepisu ustawy wynika praktycznie, że w tym gronie jest tylko jeden przedstawiciel doktorantów, a pozostałe osoby to studenci. To samo tyczy się rad wydziałów, zatem każda uchwała podejmowana przez wspomniane organy zapada przy współudziale studentów. Wprawdzie 20% nie jest istotną częścią składu i głos studentów rzadko może wpłynąć na podjęcie lub niepodjęcie konkretnej uchwały, ale obecność studentów gwarantuje, że żadne ważne decyzje nie będą podjęte bez wiedzy przedstawicieli najliczniejszego spośród stanów akademickich.

### Wpływanie na program studiów
Kształt programu studiów na wydziałach zależy od decyzji rad wydziałów, jest zatem uchwalany przy udziale studentów. Aby program studiów mógł zostać uchwalony, musi wcześniej zostać zaopiniowany przez uchwałodawczy organ samorządu wydziału. Wprawdzie opinia samorządu nie jest dla rady wydziału wiążąca, ale obowiązek występowania o nią powinien gwaratnować studentom większą możliwość wypowiedzenia się w sprawie ostatecznego kształtu programu.
Istotniejszym przywilejem samorządu jest wpływanie na kształt regulaminu studiów na uczelni. Zgodnie z postanowieniami ustawy uczelniany organ uchwałodawczy samorządu wyraża zgodę na treść uchwalonego przez senat uczelni regulaminu studiów. Nie wyrażenie zgody uniemożliwia wprowadzenie w życie nowego regulaminu, czyli samorząd ma w tej kwestii prawo veta. Veto samorządu może być odrzucone przez senat uczelni jedynie uchwałą podjętą większością 2/3 głosów statutowego składu senatu.

### Pozostałe uprawnienia
Ustawa – prawo o szkolnictwie wyższym i nauce wspominała jeszcze m.in. o przedstawianiu kandydatów do komisji dyscyplinarnych, a także prawie do podejmowania strajku studenckiego i innych form akcji protestacyjnej. Jednym z uprawnień było także prawo wyrażenia lub niewyrażenia przez studentów zgody na wystawienie danej osoby na kandydata na prorektora ds. studenckich. Statuty uczelni czasami przyznają samorządom także inne uprawnienia.

## Historia
Pierwszy w Polsce niezależny parlament studencki, będący początkiem studenckiej samorządności, powstał w 1957 roku na Politechnice Gdańskiej. Organizacja została założona na bazie pomysłu jednego z ówczesnych studentów PG, Andrzeja Konopackiego, na wzór podobnych organizacji studenckich działających w Szwecji. W skali ogólnopolskiej struktury samorządności studenckiej zaczęły częściej powstawać dopiero na jesieni 1980 roku. Na Uniwersytecie Warszawskim wydawano wówczas czasopismo pt. „Głos wolny wolność ubezpieczający”, w którym to czasopiśmie w pierwszym numerze możemy przeczytać projekt regulaminu samorządu studentów UW, swoisty przepis jak stworzyć struktury samorządu na swoim wydziale i informację o tym, gdzie i kto już samorząd tworzy. Artykuł można przeczytać na stronie Zielonogórskiej Biblioteki Cyfrowej.
Pierwszą ustawą, która usankcjonowała funkcjonowanie samorządu studentów była ustawa o szkolnictwie wyższym z 1982 roku. Szersze uprawnienia samorządom nadała ustawa z 1990 r.